# Europride

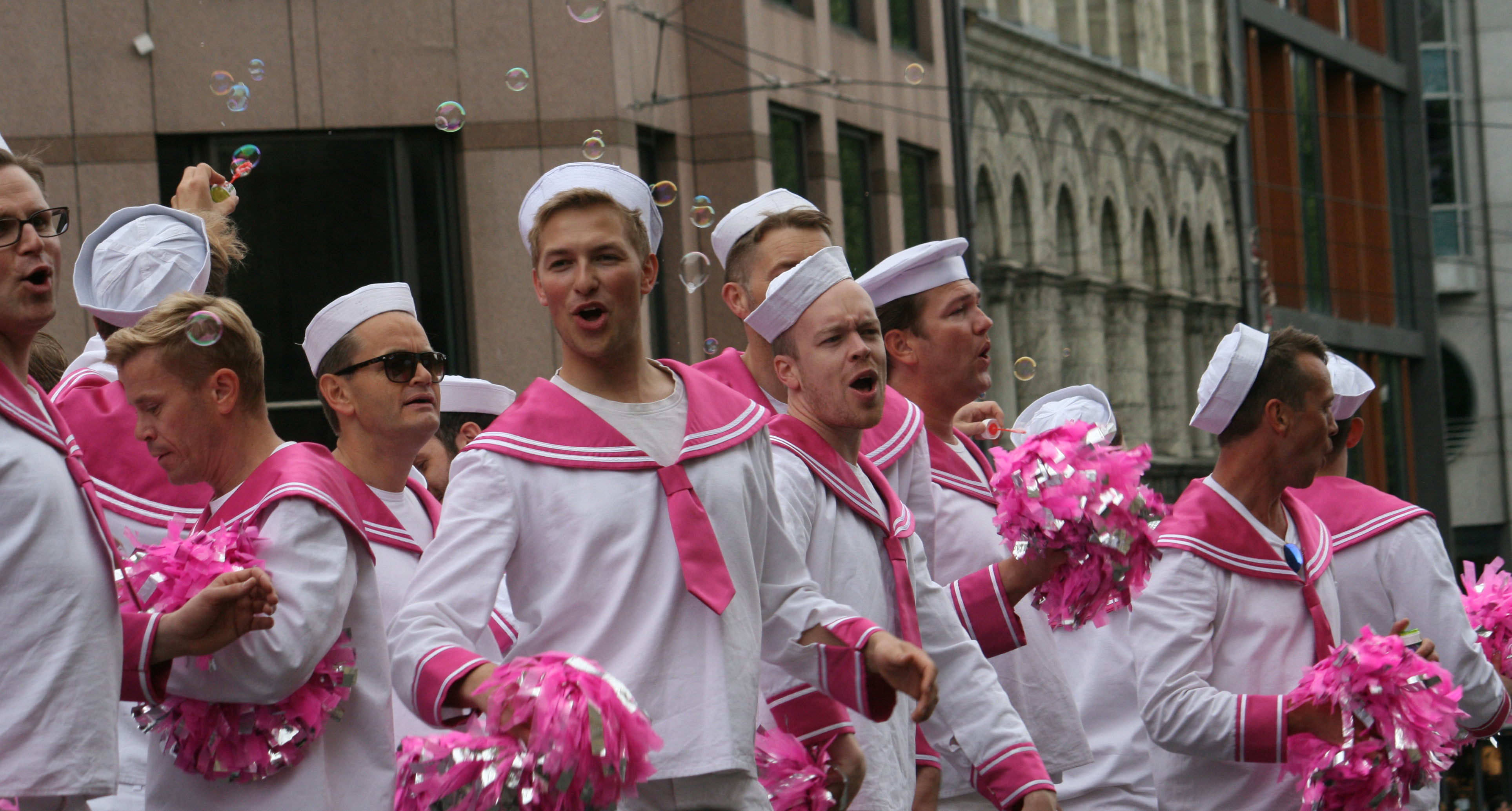
Europride 2014 i Oslo.

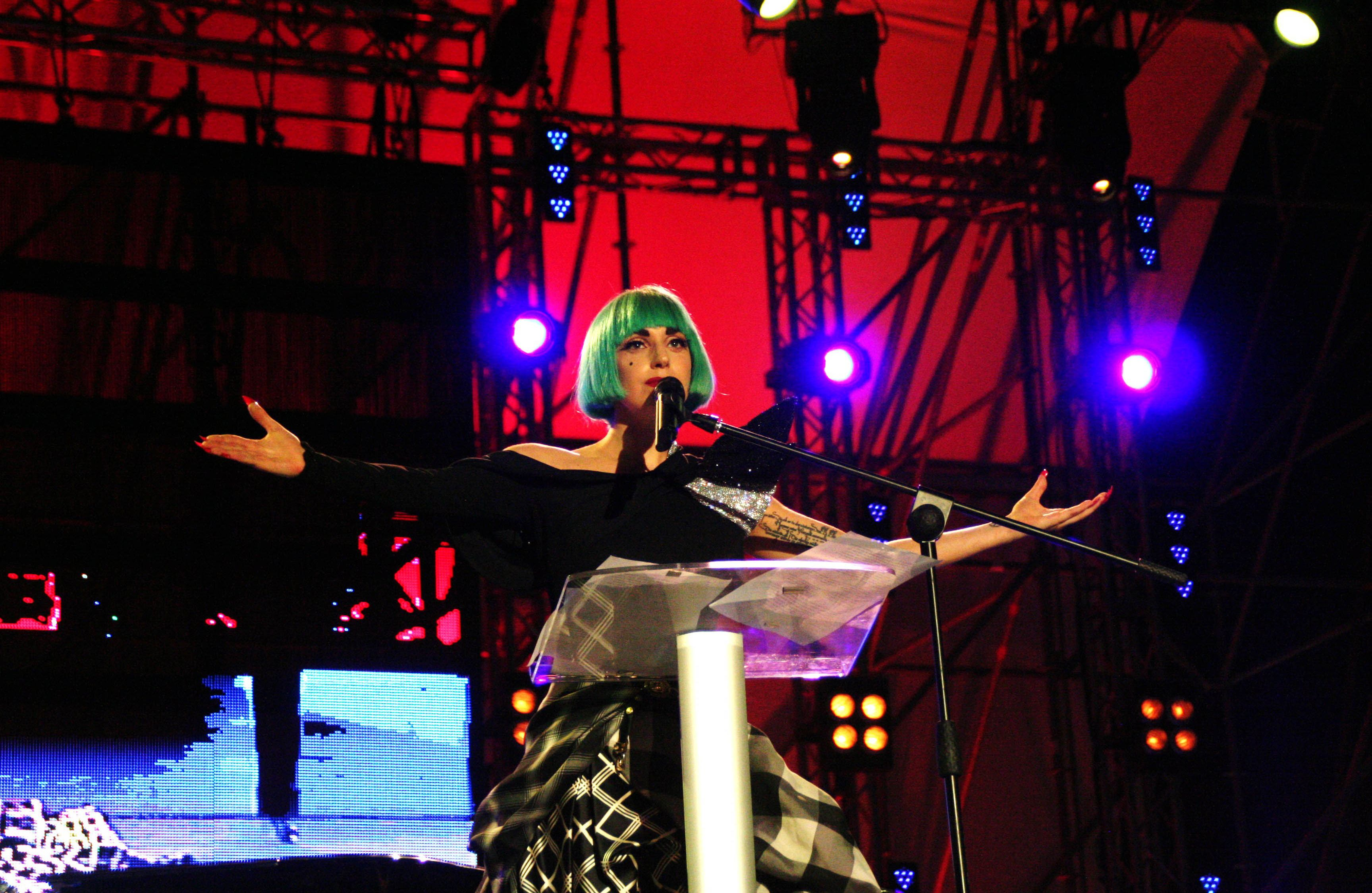
Lady Gaga uppträder under Europride 2011 i Rom.

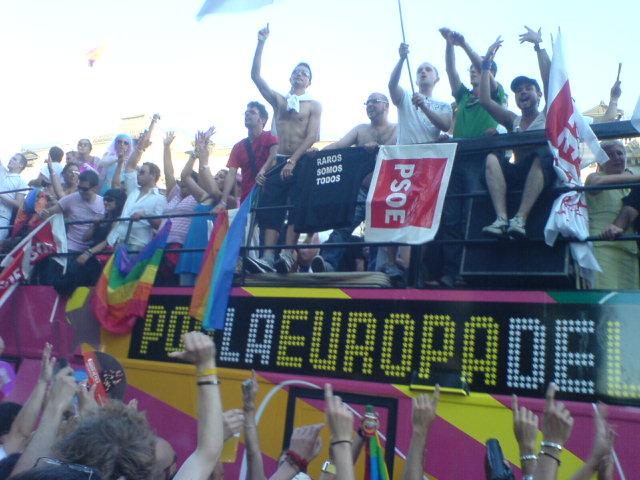
Europride 2007 i Madrid.

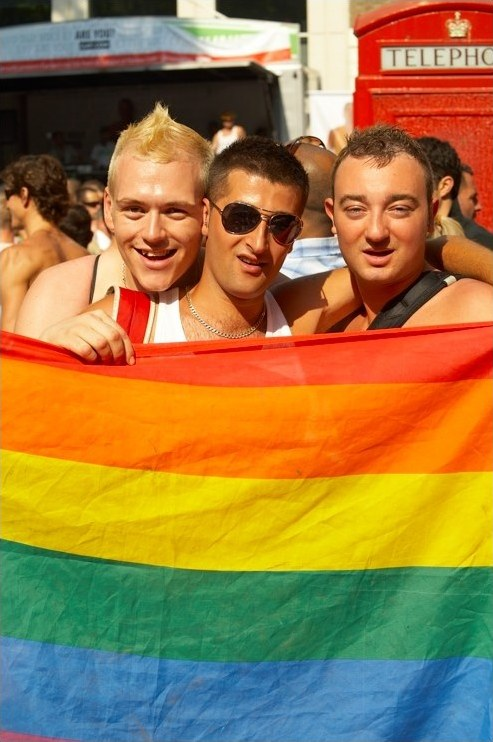
Europride London 2006.

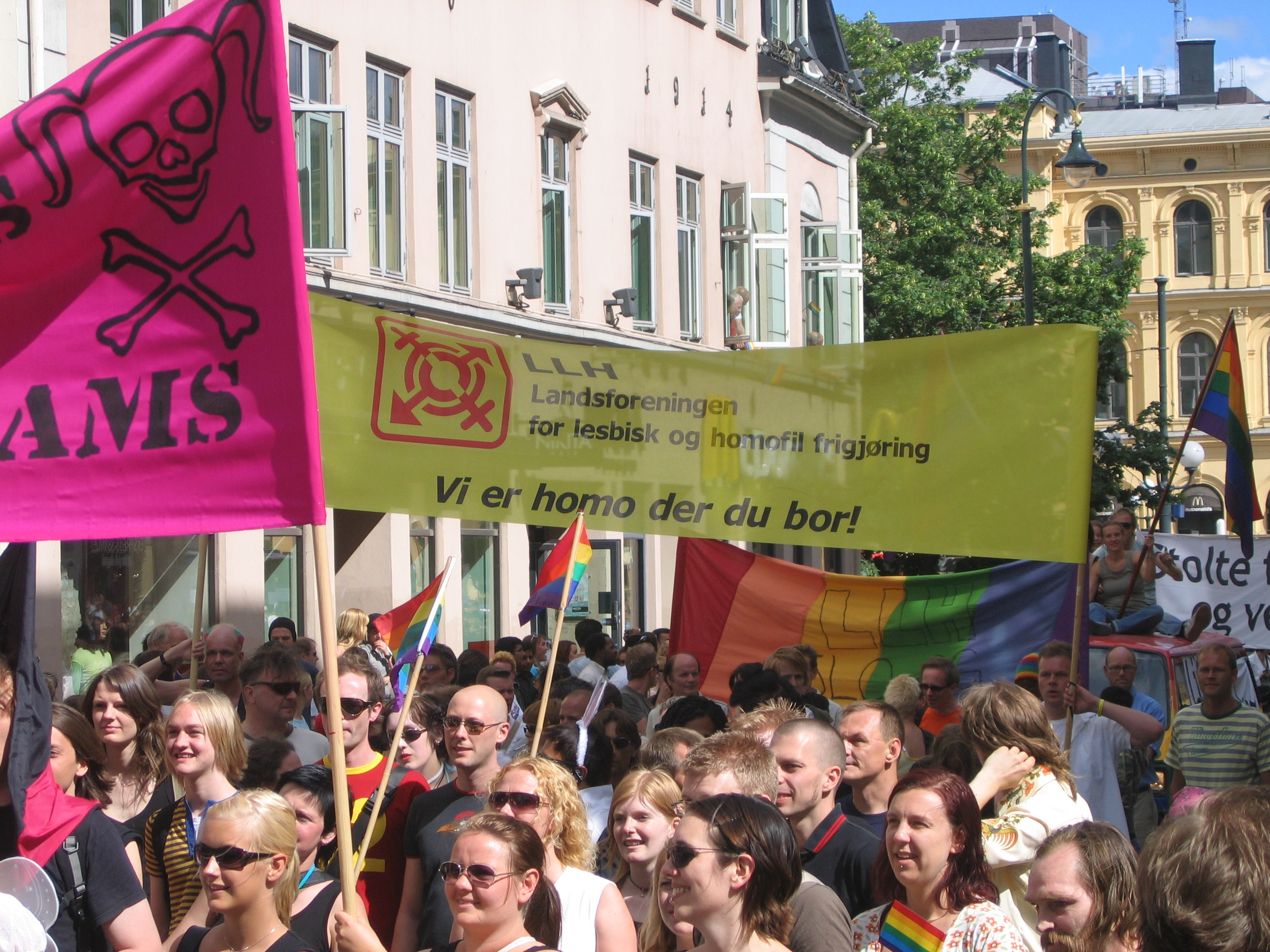
Europride i Oslo 2005.

Europride är en festivaltitel som varje år får användas av en europeisk festival för HBTQ-personer. Titeln får användas av prideorganisatörer efter beslut av organisationen EPOA (European Pride Organizers Association).

## Historik
Priderörelsen föddes i New York 27-29 juni 1969 i och med det så kallade Stonewallupproret. I Stonewall var HBTQ-personer ytterst utsatta för trakasserier under den här tiden och framför allt av polisen. Den 27 juni utfördes en razzia mot den välkända gaybaren Stonewall Inn på Christopher Street. Vad de inte hade förutsett var att gästerna inte hade tänkt tolerera vidare trakasserier, de satte sig emot och kravaller utbröt. Upploppen fortsatte i tre dagar. Det är till minne av detta uppror som Pride firas över hela Världen. 
Under 1970-talet skedde hyllningarna genom politiska demonstrationer och först under 1980-talet började manifestationerna ändra karaktär, de blev livligare och liknade mer och mer folkfester eller festivaler. Rörelsen spred sig över världen och fler och fler storstäder startade sina egna Pride-festivaler. 
1992 i London hölls Europride för första gången. Festivalen drog till sig hundra tusen deltagare. Året efter, 1993 tog Berlin över stafettpinnen och en tradition hade startat. Detta år höll man till i parken Tiergarten inte långt ifrån riksdagshuset. Hundratusentals homosexuella samlades i Tysklands huvudstad. Amsterdam blev värdland året efter, men gick back varpå ingen tog på sig rollen 1995. Större succé gjorde Europride 1996, då Danmark tog på sig festivalansvaret, Europride i Köpenhamn sågs som den mest lyckade dittills. Europride i Paris 1997, var däremot den mest välbesökta med över 300 000 deltagare i paraden. 1998 firades Europride i Stockholm för första gången. När London för andra gången skulle vara värdland för festivalen var de tvungna att ställa in på grund av ekonomiska svårigheter, vilket ledde till att det inte blev något Europride 1999.
2000 firades Worldpride för första gången, och därför blev det inget Europride. Worldpride firades i Rom och var välbesökt trots landets strikta Katolicism. Nästa år hölls festivalen i Wien, 2002 i Köln, där festivalen slog rekord med en miljon besökare. Manchester var värd 2003, I Hamburg, 2004, var mottot Love breaks barriers varpå 360 000 personer paraderade genom staden . Oslo tog över 2005 och 2006 gjorde London ett nytt, mer lyckat försök. Festivalen varade i två veckor. Madrid hade Europride 2007 och 2008, tio år efter att Stockholm höll i Europride för första gången, firades den där igen. 2009 hölls festivalen i Zürich mellan den 2 maj och 6 juni.
Mellan 27 juli och 19 augusti 2018 hölls Europride i Stockholm och Göteborg i en gemensam manifestation under parollen ”Two Cities, One Festival - for a United Europe”.

## Vad är Europride?
Det är European Pride Organizers Association som beslutar vilken europeisk stad som får arrangera årets festival. De finns också till för att vara ett forum för utbyte mellan nationella Pride-arrangörer.  Europride är en folkfest som drar till sig flera hundra tusen deltagare världen över. Om staden som vinner rätten att arrangera Worldpride ligger i Europa, så brukas den även tilldelas Europride-titeln.

## Regnbågsflaggan

Regnbågsflaggan

Regnbågsfärgerna har sedan 1978 blivit en symbol för homosexuell solidaritet. Den skapades av konstnären Gilbert Baker och var från början åtta-färgad: rosa, röd, orange, gul, grön, turkos, indigo och violet. Så småningom togs indigo och den rosa färgen bort och den turkosa blev blå och den nuvarande sex-färgade flaggan skapades. 

## Tidigare/kommande festivaler
| Nummer | År   | Ort                             | Tema                                                                    | Datum                            | Besökare      |
| ------ | ---- | ------------------------------- | ----------------------------------------------------------------------- | -------------------------------- | ------------- |
| 1      | 1992 | Storbritannien: London          |                                                                         | juni - juli                      | ca 100 000    |
| 2      | 1993 | Tyskland: Berlin                |                                                                         | 23 - 27 juni                     |               |
| 3      | 1994 | Nederländerna: Amsterdam        |                                                                         | juni - juli                      | ca 67 000     |
| -      | 1995 | Inställt                        |                                                                         |                                  |               |
| 4      | 1996 | Danmark: Köpenhamn              |                                                                         | juni - juli                      |               |
| 5      | 1997 | Frankrike: Paris                |                                                                         | juni - juli                      | ca 300 000    |
| 6      | 1998 | Sverige: Stockholm              |                                                                         | 18 - 25 juli                     |               |
| -      | 1999 | Inställt                        |                                                                         |                                  |               |
| 7      | 2000 | Italien: Rom                    | ”In Pride We Trust”                                                     | 1 - 8 juli                       | ca 500 000    |
| 8      | 2001 | Österrike: Wien                 |                                                                         | juni - juli                      |               |
| 9      | 2002 | Tyskland: Köln                  | ”Cologne celebrates diversity”                                          | 15 juni - 7 juli                 | ca 1 200 000  |
| 10     | 2003 | Storbritannien: Manchester      |                                                                         | juni - juli                      |               |
| 11     | 2004 | Tyskland: Hamburg               | ”Love breaks barriers”                                                  | juni - juli                      | ca 360 000    |
| 12     | 2005 | Norge: Oslo                     |                                                                         | 18 - 27 juni                     | ca 70-100 000 |
| 13     | 2006 | Storbritannien: London          |                                                                         | juni - juli                      |               |
| 14     | 2007 | Spanien: Madrid                 | ”Now Europe, Equality is possible”                                      | 22 juni - 2 juli                 | ca 2 500 000  |
| 15     | 2008 | Sverige: Stockholm              | ”Swedish Sin Breaking Borders”                                          | 25 juli - 3 augusti              | ca 80 000     |
| 16     | 2009 | Schweiz: Zürich                 | ”Celebrating 40 years with Pride”                                       | 2 maj - 7 juni                   | ca 100 000    |
| 17     | 2010 | Polen: Warszawa                 | ”Freedom, equality, tolerance!”                                         | 7 - 17 juli                      | ca 8 -15 000  |
| 18     | 2011 | Italien: Rom                    | ”Build Your Pride!”                                                     | 2 - 12 juni                      | ca 1 000 000  |
| 19     | 2012 | Storbritannien: London          |                                                                         | juni - juli                      |               |
| 20     | 2013 | Frankrike: Marseille            | ”L'Europe en marche pour l'égalité - Europe on the move for equality !” | 10 - 20 juli                     |               |
| 21     | 2014 | Norge: Oslo                     |                                                                         | 20 - 29 juni                     |               |
| 22     | 2015 | Lettland: Riga                  | ”Be the Change! Make History! Changing history is hot”                  | 15 - 21 juni                     |               |
| 23     | 2016 | Nederländerna: Amsterdam        |                                                                         | 26 juli–7 augusti                |               |
| 24     | 2017 | Spanien: Madrid                 |                                                                         |                                  |               |
| 25     | 2018 | Sverige: Stockholm och Göteborg | ”Two Cities, One Festival - for a United Europe”                        | 27 juli–5 augusti, 14–19 augusti |               |
| 26     | 2019 | Österrike: Wien                 | ”Visions of Pride”                                                      | 1–16 juni                        |               |
| 27     | 2020 | Grekland: Thessaloniki          | ”Welcome to the future, where everyone can join”                        | 20–28 juni                       |               |
| 28     | 2021 | Danmark: Köpenhamn              | ”You Are Included”                                                      | 12 augusti–22 augusti            |               |
| 29     | 2022 | Serbien: Belgrad                |                                                                         | 12–18 september                  |               |
| 30     | 2023 | Malta: Valetta                  |                                                                         | 7–17 september                   |               |
| 31     | 2024 | Grekland: Thessaloniki          |                                                                         | 21–29 juni                       |               |
| 32     | 2025 | Portugal: Lissabon              | "Proud You"                                                             | 14–21 juni                       |               |
| 33     | 2026 | Nederländerna: Amsterdam        | "Unity"                                                                 | 25 juli–8 augusti                |               |